# خوان مونتيل
خوان مونتيل (بالإسبانية: Juan Carlos Montiel)‏ (مواليد 12 نوفمبر 1965) هو ملاكم أوروغواياني، مثّل بلاده في الألعاب الأولمبية الصيفية 1988.

## روابط خارجية
خوان مونتيل على موقع بوكس ريك (الإنجليزية) (registration required)
- خوان مونتيل على موقع أوليمبيديا (الإنجليزية)